# Gregor Foitek
Gregor Reto Foitek (Zurigo, 27 marzo 1965) è un pilota di Formula 1 svizzero.
Ha preso parte a due campionati di Formula 1, nel 1989 e nel 1990.

## Carriera

### Formule minori (1986-1988)
Figlio di un importante concessionario di automobili sportive di Zurigo, Foitek cominciò a correre in monoposto nel 1986, quando vinse il campionato svizzero di Formula 3. Il pilota svizzero disputò qualche gara anche nel campionato tedesco, mettendo in mostra una discreta velocità, ma anche una certa propensione agli incidenti.
Nel 1987 Foitek passò a competere nel campionato europeo di F3000, nel quale aveva esordito già l'anno precedente. I risultati furono però piuttosto scarsi, con diverse mancate qualifiche e nessun arrivo a punti. Il 1988 portò maggiori soddisfazioni, con la conquista di una vittoria e di 15 punti totali che gli valsero la settima posizione assoluta in classifica; il pilota svizzero si fece però notare principalmente per essere stato coinvolto in un brutto incidente con Johnny Herbert nel quale il pilota britannico si ruppe entrambe le gambe, rischiando di porre termine alla propria carriera.

### Formula 1 (1989-1990)
Nel 1989 Foitek fu ingaggiato dal team EuroBrun per partecipare al Campionato mondiale di Formula 1. La scuderia iniziò la stagione con la vettura dell'anno precedente, che presto divenne obsoleta nel confronto con le altre monoposto; il pilota svizzero riuscì a passare le prequalifiche solo nell'inaugurale Gran Premio del Brasile, nel quale non fu però in grado di qualificarsi alla gara. L'arrivo della nuova vettura a partire dal Gran Premio di Germania non migliorò la situazione e dopo l'ennesima mancata qualifica nel Gran Premio del Belgio Foitek lasciò la squadra.
Dopo aver saltato due gare, il pilota svizzero trovò posto alla Rial, partecipando al Gran Premio di Spagna con la scuderia tedesca. Anche in questa occasione, però, Foitek fallì la qualificazione, subendo inoltre un brutto incidente in seguito al cedimento dell'alettone posteriore della sua vettura.
Al termine della stagione Foitek firmò un contratto con la Brabham per il 1990, ma la scuderia fu ceduta ad un gruppo giapponese prima dell'inizio del campionato e la nuova proprietà gli preferì David Brabham, figlio del fondatore del team Jack Brabham. Prima di lasciare il posto all'australiano, Foitek prese parte alle prime due gare della stagione, il Gran Premio degli Stati Uniti e il Gran Premio del Brasile. Il pilota svizzero riuscì a qualificarsi in entrambe le occasioni, non riuscendo però a giungere al traguardo.
Sostituito da Brabham, Foitek passò alla Onyx, della quale suo padre aveva acquisito il 25% della proprietà. Nonostante la vettura fosse un aggiornamento del modello dell'anno precedente, Foitek passò le qualifiche sia nel Gran Premio di San Marino che nel Gran Premio di Monaco. In quest'ultima occasione il pilota svizzero risalì in classifica fino al sesto posto, sfruttando l'elevato numero di ritiri, ma fu costretto a sua volta ad abbandonare la gara in seguito ad un incidente con Éric Bernard mentre i due si contendevano la sesta posizione. Foitek fu comunque classificato settimo, avendo completato più del 90% della distanza totale di gara, e questo risultato consentì alla scuderia di evitare le prequalifiche nella seconda parte di stagione.
Tuttavia, la situazione economica del team si deteriorò rapidamente; nel Gran Premio del Messico Foitek tagliò il traguardo per l'unica volta nella sua carriera, giungendo quindicesimo a due giri dal vincitore, ma nelle quattro gare successive si qualificò solo nel Gran Premio di Germania, ritirandosi per un'uscita di pista.
In seguito a diversi cedimenti meccanici dovuti all'utilizzo di pezzi eccessivamente usurati, Foitek padre ritirò il proprio appoggio alla scuderia, che chiuse i battenti.

### CART e ritiro (1991-1992)
Nel 1991 Foitek partecipò alla 24 Ore di Le Mans al volante di una Porsche 962CK6 in equipaggio con Tomas Lopez e Tiff Needell, ritirandosi per incidente. In seguito il pilota svizzero prese parte ad altre due gare del Campionato Mondiale Sportprototipi, conquistando un ottavo posto a Magny-Cours.
Nel 1992 Foitek partecipò a due gare del campionato CART per il team di A.J. Foyt, ritirandosi in entrambe le occasioni dopo alcune buone prestazioni in qualifica. Iscritto anche alla 500 Miglia di Indianapolis, il pilota svizzero si rifiutò di parteciparvi, considerandola troppo pericolosa. Foitek pose quindi fine alla propria carriera automobilistica, gestendo la concessionaria di famiglia insieme al padre.

## Risultati in Formula 1
| 1989 | Scuderia      | Vettura             |    |     |     |     |     |     |     |     |     |     |     |  |  |    |  |  |  | Punti | Pos. |
| ---- | ------------- | ------------------- | -- | --- | --- | --- | --- | --- | --- | --- | --- | --- | --- |  |  | -- |  |  |  | ----- | ---- |
| 1989 | EuroBrun Rial | ER188B / ER189 ARC2 | NQ | NPQ | NPQ | NPQ | NPQ | NPQ | NPQ | NPQ | NPQ | NPQ | NPQ |  |  | NQ |  |  |  | 0     |      |

| 1990 | Scuderia     | Vettura     |     |     |     |   |     |    |    |    |     |    |  |  |  |  |  |  |  | Punti | Pos. |
| ---- | ------------ | ----------- | --- | --- | --- | - | --- | -- | -- | -- | --- | -- |  |  |  |  |  |  |  | ----- | ---- |
| 1990 | Brabham Onyx | BT58 ORE-1B | Rit | Rit | Rit | 7 | Rit | 15 | NQ | NQ | Rit | NQ |  |  |  |  |  |  |  | 0     |      |

| Legenda | 1º posto     | 2º posto | 3º posto    | A punti         | Senza punti/Non class.  | Grassetto – Pole position Corsivo – Giro più veloce |
| Legenda | Squalificato | Ritirato | Non partito | Non qualificato | Solo prove/Terzo pilota | Grassetto – Pole position Corsivo – Giro più veloce |